# Долина (приток Дегдэ)
Долина — река в России, протекает по Енисейскому району Красноярского края. Устье реки находится в 24 км по левому берегу реки Дегдэ. Длина реки составляет 22 км.

## Данные водного реестра
По данным государственного водного реестра России относится к Верхнеобскому бассейновому округу, водохозяйственный участок реки — Обь от впадения реки Васюган до впадения реки Вах, речной подбассейн реки — Васюган. Речной бассейн реки — (Верхняя) Обь до впадения Иртыша.